# برایتن (کلرادو)
برایتن (به انگلیسی: Brighton) شهری در ایالت کلرادو کشور ایالات متحده آمریکا است که جمعیت آن در سرشماری سال ۲۰۱۰ میلادی، ۳۳٬۳۵۲ نفر بوده‌است.